# Prado (Cabrales)
Prado (asturisch Prau) ist eine 199 Einwohner zählende Parroquia in der Gemeinde (consejo) Cabrales in der spanischen Provinz Asturien.

## Lage
Prado liegt nur wenige Kilometer nördlich des Nationalparks Picos de Europa. Carreña, der Hauptort der Gemeinde, liegt etwa sechs Kilometer (Fahrtstrecke) östlich.

## Wirtschaft
Die Einwohner lebten bis in die Mitte des 20. Jahrhunderts hauptsächlich als Selbstversorger von den Erträgen ihrer Felder und Gärten und von der Viehzucht. Heute spielt der Tourismus eine nicht unbedeutende Rolle im Wirtschaftsleben. Wichtigstes und überregional bekanntes Produkt ist der Cabrales, ein Blauschimmel-Mischkäse aus Kuh-, Schafs- und Ziegenmilch.

## Dörfer und Weiler
Die Parroquia besteht aus vier Dörfern:
- Canales – 71 Einwohner 2011 43° 19′ 11″ N, 4° 54′ 12″ W
- La Molina – 23 Einwohner 2011 43° 18′ 32″ N, 4° 54′ 43″ W
- Ortiguero – 90 Einwohner 2011 43° 19′ 29″ N, 4° 54′ 6″ W
- La Salce – 15 Einwohner 2011 43° 19′ 46″ N, 4° 54′ 24″ W

## Sehenswürdigkeiten
- Pfarrkirche San Roque de Prado in Ortiguero
- Kapelle Capilla de la Virgen de la O in La Molina
- Reste römischer Straßen und Brücken bei La Molina